# Вулканическое поле

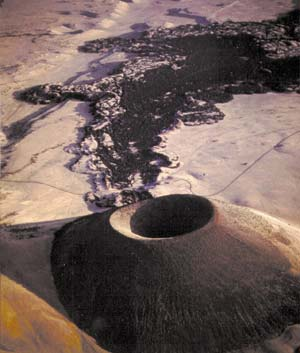
Конический кратер на Сан-Францисском вулканическом поле

Вулканическое поле — геологическая структура, представляющая собой область земной поверхности, на которой сосредоточено множество вулканических образований, таких как вулканические конусы, кратеры, лавовые потоки и фумаролы, объединённых общим происхождением и магматической системой. В отличие от одиночных вулканов, вулканические поля характеризуются распределённой вулканической активностью, где извержения происходят из множества точек на относительно небольшой территории. Такие поля часто связаны с моногенными вулканами (извергающимися только один раз) и формируются в результате длительных геологических процессов.

## Описание и характеристики
Вулканические поля обычно занимают площади от нескольких десятков до тысяч квадратных километров. Их формирование связано с подъёмом магмы через трещины в земной коре, что приводит к образованию множества небольших вулканических центров. Примеры включают поля шлаковых конусов, куполов и мааров. Вулканическая активность в таких зонах может продолжаться от нескольких тысяч до миллионов лет, хотя отдельные извержения обычно имеют короткую продолжительность.

## Основные особенности вулканических полей
Разнообразие форм рельефа: наличие конусов, кратеров, лавовых плато и эксплозивных структур. 

Типы вулканизма: преимущественно базальтовый, иногда андезитовый или риолитовый.

Геологическая связь: часто ассоциируются с зонами растяжения коры или горячими точками.

### Примеры вулканических полей
Вулканическое поле Гарратт (США) — расположено в штате Айдахо и связано с Йеллоустонской горячей точкой. Включает более 70 вулканических структур, преимущественно базальтового состава.

Вулканическое поле Эйфель (Германия) — известно своими маарами и фумаролами, активность которых продолжалась до голоцена.

Вулканическое поле Чёрная пустыня (Иордания) — содержит множество шлаковых конусов и лавовых потоков, сформированных в кайнозойскую эру.

Камчатское вулканическое поле (Россия) — включает группы вулканов, связанных с субдукцией Тихоокеанской плиты.

## Формирование и эволюция
Вулканические поля возникают в результате взаимодействия тектонических процессов и магматических систем. Например, в зонах рифтов (таких как Восточно-Африканский рифт) растяжение коры способствует подъёму магмы, что приводит к образованию распределённых вулканических центров. В случае горячих точек (например, Гавайи) вулканические поля могут формироваться на протяжении миллионов лет по мере движения литосферной плиты над мантийным плюмом.
Эволюция вулканического поля зависит от интенсивности магматической активности и тектонической обстановки. Со временем активность может угасать, оставляя после себя лишь рельефные формы, подвергающиеся эрозии.

## Значение и исследования
Вулканические поля представляют интерес для геологов, так как позволяют изучать процессы магматизма, тектоники и эволюции земной коры. Кроме того, они имеют практическое значение: вулканические породы часто используются в строительстве, а некоторые поля (например, в Исландии) служат источником геотермальной энергии.